# Epifanio Fernández Berridi
Epifanio Fernández Berridi, noto come Epi (San Sebastián, 23 aprile 1919 – 12 giugno 1977), è stato un calciatore spagnolo, di ruolo attaccante.

## Carriera
Con il Valencia vinse 3 volte il campionato spagnolo (1942, 1944, 1947) e 2 volte la Copa del Generalisimo (1941, 1949).

## Palmarès

### Club

#### Competizioni nazionali
- Campionato spagnolo: 3

Valencia: 1941-1942, 1943-1944, 1946-1947
- Coppa di Spagna: 2

Valencia: 1947-1948, 1948-1949
- Coppa Eva Duarte: 1

Valencia: 1949